# Konopnica (okres Rawa Mazowiecka)
Konopnica je vesnice v Lodžském vojvodství v obci Rawa Mazowiecka v Polsku. V roce 2004 měla 430 obyvatel. Ve vesnici je lihovar a základní škola.
Památky:
- park z XIX století, č. registru památek: 479 z 16.09.1978